# Microlicia myrtifolia
Microlicia myrtifolia är en tvåhjärtbladig växtart som beskrevs av Charles Victor Naudin. Microlicia myrtifolia ingår i släktet Microlicia och familjen Melastomataceae. Inga underarter finns listade i Catalogue of Life.